# Martinsburg (Virginie-Occidentale)
Pour les articles homonymes, voir Martinsburg (homonymie).
La ville de Martinsburg est le siège du comté de Berkeley, situé dans l’État de Virginie-Occidentale, aux États-Unis. Sa population s’élevait à 17 227 habitants lors du recensement de 2010, estimée à 17 465 habitants en 2018.

## Géographie
Selon le Bureau du recensement des États-Unis, la municipalité de Martinsburg s'étend en 2010 sur une superficie de 6,66 milles carrés (17,25 km2), dont 0,02 mille carré (0,05 km2) d'étendues d'eau.

## Histoire
La ville est fondée en 1778 par un acte de l'Assemblée générale de Virginie. Elle est nommée en l'honneur du colonel Thomas Bryan Martin (en), riche propriétaire terrien, neveu de lord Halifax.

## Démographie
| Groupe                                  | Martinsburg | Virginie-Occidentale | États-Unis |
| --------------------------------------- | ----------- | -------------------- | ---------- |
| Blancs                                  | 77,9        | 93,6                 | 76,9       |
| Afro-Américains                         | 14,8        | 3,6                  | 13,3       |
| Métis                                   | 4,9         | 1,7                  | 2,6        |
| Asiatiques                              | 0,9         | 0,8                  | 5,7        |
| Hawaïens et autres peuples du Pacifique | 0,4         | 0,0                  | 0,2        |
|                                         |             |                      |            |
| Hispaniques et Latino-Américains        | 4,7         | 1,5                  | 17,8       |

Le revenu par habitant était en moyenne de 20 646 dollars par an entre 2012 et 2016, en dessous de la moyenne de Virginie-Occidentale (24 002 dollars) et de la moyenne nationale (29 829 dollars). Sur cette même période, 28,8 % des habitants de Martinsburg vivaient sous le seuil de pauvreté (contre 17,9 % dans l'État et 12,7 % à l'échelle des États-Unis).

## Personnalités liées à la ville
- Jennifer Armentrout